# Garrebourg
Garrebourg é uma comuna francesa na região administrativa de Grande Leste, no departamento de Mosela. Estende-se por uma área de 8,34 km². Em 2010 a comuna tinha 505 habitantes (densidade: 60,6 hab./km²).